# هگزافلوئوروفسفات
هگزافلوئوروفسفات (به انگلیسی: Hexafluorophosphate) با فرمول شیمیایی F۶P- یک ترکیب شیمیایی با شناسه پاب‌کم ۹۸۸۶ است. که جرم مولی آن ۱۴۴٫۹۶۴۱۸۱ g/mol می‌باشد. 